# Freddy Llaulli Romero
Freddy Llaulli Romero (Pichanaqui, 3 de septiembre de 1980) es un político peruano. Fue congresista de la república durante el breve periodo 2020-2021.

## Biografía
Nació en la ciudad de Pichanaqui, ubicado en la provincia de Chanchamayo del departamento de Junín, el 3 de septiembre de 1980.
Realizó sus estudios primarios y secundarios en su ciudad natal y realizó estudios técnicos agropecuarios entre 2000 y 2003. Asimismo el 2008 obtuvo el grado de Bachiller en Agronomía Tropical en la sede Satipo de la Universidad Nacional del Centro del Perú así como un posgrado en Desarrollo Sostenible.

## Carrera política
Desde el año 2015 es miembro del partido Acción Popular. Fue candidato de dicho partido en las elecciones municipales del 2014 y del 2018 en las que postuló sin éxito a la alcaldía distrital de Pichanaqui.

### Congresista de la República
En las elecciones parlamentarias extraordinarias del 2020 fue candidato al Congreso de la República por el partido Acción Popular y logró ser elegido como congresista por el departamento de Junín para completar el periodo parlamentario 2016-2021.
Llaulli se mostró a favor de la vacancia del presidente Martín Vizcarra durante los dos procesos que se dieron para ello, el segundo de los cuales terminó sacando al expresidente siendo uno de los 105 parlamentarios que votó a favor de la vacancia presidencial de Martín Vizcarra por incapacidad moral.